# Cascate del Perino
Le cascate del Perino sono una serie di salti d'acqua formati dall'omonimo torrente e situati nella valle omonima, posti tra i comuni italiani di Bettola e Farini, in provincia di Piacenza.
Data la loro vicinanza al passo del Cerro, valico che mette in comunicazione la val Trebbia con la val Nure, le cascate risultano essere raggiungibili agevolmente da entrambe le vallate.

## Descrizione
Le cascate si collocano nella parte centrale del corso del torrente Perino che, in questo tratto, dopo una prima parte di percorso lenta e tranquilla, scorre incassato in una stretta gola compiendo nel raggio di 2 km una dozzina di salti superati tramite cascate naturali.
Di questi salti, cinque sono le cascate principali, poste a un'altezza compresa tra i 575 e i 680 m s.l.m., la più grande delle quali, chiamata  cascata superiore raggiunge un salto massimo di 17 m.

## Storia
La presenza dei salti d'acqua lungo il corso del torrente Perino è stata storicamente sfruttata per alimentare le pale di una serie di mulini, utilizzati per la macinazione dei cereali. Nelle vicinanze delle cascate si trovano i resti del mulino di Riè, esempio di architettura rurale, composto da due distinte costruzioni: il mulino antico, antecedente al XIX secolo e un secondo mulino, costruito poco più a valle nel corso di quel secolo.
Della parte antica sopravvivono solo il perno su cui era originariamente alloggiata la ruota e la sede di una vasca utilizzata per il rifornimento idrico, mentre del mulino più recente rimangono le due mole realizzate in pietra, il perno, la ruota esterna e la canalina di scolo delle acque. L'edificio è stato ristrutturato nel 2009. 

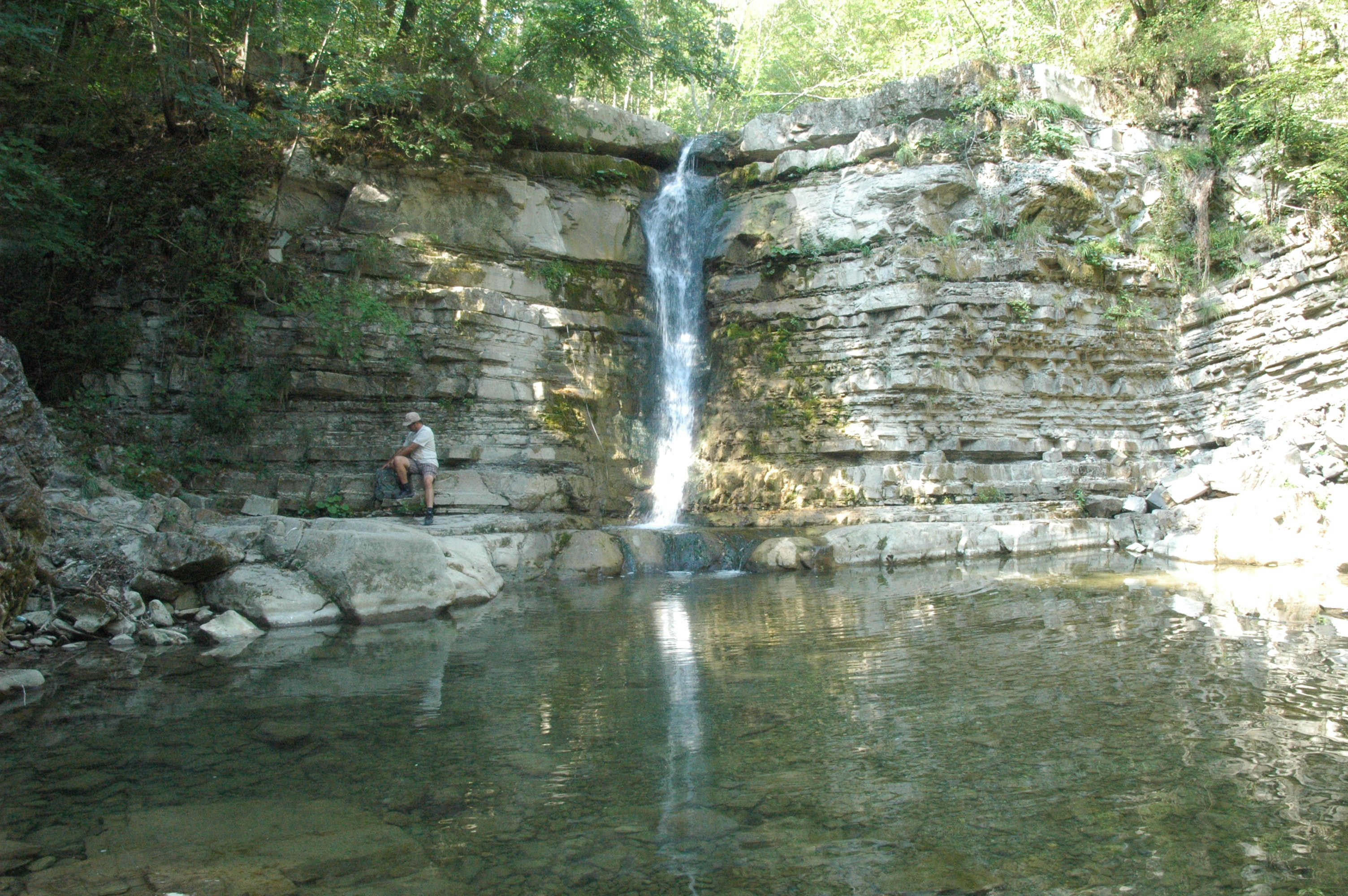
Una cascata

## Turismo
Le cascate sono raggiungibili a piedi tramite un sentiero che risale la gola formata dal torrente tramite un itinerario, ben segnalato e semplice da percorrere, attrezzato con panchine e parapetti, della lunghezza complessiva di circa 7 km, per un totale di 250 m di dislivello, percorribile in circa due ore di cammino. Il sentiero è segnalato con i segnavia del CAI numero 155 ed è accessibile da valle, partendo da Calenzano, frazione di Bettola, oppure da monte, partendo da Ravine, frazione di Farini.
Tutte le cascate sono attrezzate per essere risalite come vie ferrate.